# Eminium jaegeri
Eminium jaegeri är en kallaväxtart som beskrevs av Josef Bogner och Peter Charles Boyce. Eminium jaegeri ingår i släktet Eminium och familjen kallaväxter.
Artens utbredningsområde är Iran. Inga underarter finns listade.